# Kyozi Kawasaki
Kyozi Kawasaki (jap. 川崎 恭治, Kawasaki Kyōji; * 4. August 1930 in Ōtsu, Präfektur Shiga; † 12. November 2021 in Fukuoka) war ein japanischer theoretischer Physiker, der sich mit statistischer Mechanik und Festkörpertheorie beschäftigte.

## Leben
Kawasaki studierte an der Universität Kyūshū (Bachelor-Abschluss 1953, Master-Abschluss 1955) und promovierte 1959 an der Duke University. Als Post-Doktorand war er an der Universität Kyushu und 1960 bis 1962 an der Universität Kyōto. 1962 war er Instructor an der Universität Nagoya, bevor er 1963 ans MIT ging. Ab 1966 war er Associate Professor an der Universität Kyūshū und ab 1970 an der Temple University, wo er 1972 Professor wurde. Ab 1973 war er Professor an der Universität Kyōto und ab 1976 an der Universität Kyūshū. Ab 2001 war er bis zu seiner Emeritierung 2007 Professor für Physik an der Universität Chūbu in Kasugai. 2001/02 war er Ulam Scholar am Los Alamos National Laboratory. Ab 2008 war er am Electronics Research Laboratory des Fukuoka Institute of Technology.
Kawasaki erhielt 2001 zusammen mit Bernie Alder die Boltzmann-Medaille insbesondere für seine Theorie gekoppelter Moden (mode coupling theory, MCT) zur Untersuchung der Dynamik von Flüssigkeiten, deren Transport nahe kritischen Punkten (Phasenübergängen) von der nichtlinearen Wechselwirkungen langwelliger Moden bestimmt wird. Sie baut auf dem Mori-Zwanzig-Formalismus auf, in dem "langsame Variable" identifiziert und kinetische Gleichungen in der Form verallgemeinerter Langevin-Gleichungen (mit einem „Gedächtnisterm“ (Memory Function), als Faltungsintegral) für sie bzw. ihre zeitliche Korrelationsfunktion abgeleitet werden.
1972 erhielt er den Nishina-Preis und 1992 den Humboldt-Forschungspreis.
Er starb am 12. November 2021 im Alter von 91 Jahren in Fukuoka.